# Adalbert Püllöck
Adalbert Püllöck, né le 6 avril 1907 en Autriche-Hongrie (aujourd'hui en Roumanie) et mort le 7 décembre 1977, était un footballeur roumain qui évoluait en tant que gardien de but.

## Biographie
En club, il jouait dans le championnat de Roumanie au Crișana Oradea.
Avec l'équipe de Roumanie, il est sélectionné par les deux entraîneurs Josef Uridil et Costel Rădulescu pour participer à la coupe du monde 1934 en Italie. Lors de la compétition, la sélection est éliminée au premier tour par l'équipe de Tchécoslovaquie sur un score de 2 buts à 1 en huitièmes-de-finale.